# Henry Le Mire
Pour les articles homonymes, voir Le Mire.
Henry Le Mire, né le 22 janvier 1873 à Rouen et mort le 4 juillet 1934 à Neuilly-sur-Seine, est un industriel et homme politique français.

## Biographie

### Famille
Issu d'une famille de négociants et d'armateurs, Henry Le Mire est le fils de l'armateur Arthur Le Mire et de Mathilde Petit, ainsi que le petit-fils de l'armateur Amand Le Mire (1793-1869), président du tribunal de commerce, de la Chambre de commerce et du conseil d'arrondissement de Rouen, et l'arrière petit-fils d'André Begouën-Demeaux. En 1900, il épouse Élisabeth de Colombel, fille de Georges de Colombel, maire de Caumont, et de Valentine Étienne.

### Industriel
Il est filateur et tisseur de coton : il dirige depuis 1904 les Anciens Éts Petit, à Pont-Audemer (filature et tissage des Baquets), une entreprise fondée par son grand-père maternel Henry Petit en 1854. L'entreprise est une société anonyme depuis 1904, à la suite du décès l'année précédente du fils d'Henry Petit, Georges. Les actionnaires sont des proches parents du défunt. Elle compte 14 000 broches dans les années 1920 et emploie 500 ouvriers.
Membre de la Société industrielle de Rouen, du Syndicat général de l'industrie cotonnière française et de l'Union textile, il préside une association patronale, l'Association de l'industrie et de l'agriculture françaises, de 1925 à son décès en 1934.

### Politique
Conseiller général de l'Eure, il est député du 16 novembre 1919 au 4 juillet 1934.
Ses obsèques sont célébrées dans l'église Saint-Ouen de Pont-Audemer et il est inhumé au cimetière monumental de Rouen.

## Distinctions
- Officier de la Légion d'honneur
- Croix de guerre 1914–1918
- Chevalier de l'ordre de Léopold
- Croix de guerre (Belgique) 1914-1918
- Distinguished Service Cross

## Mandats
- Conseiller général de l'Eure, 1919-1922 (canton de Beuzeville), 1925-1934 (canton de Quillebeuf)
- Député de droite de l'Eure : 1919-1934
- Vice-président de la commission des douanes, il plaide à la Chambre en faveur du protectionnisme.
- Vice-président du Yacht Club de France

## Sources
- J. Joly, Dictionnaire des parlementaires français de 1889 à 1940 (Lire en ligne sur le site de l'Assemblée nationale)
- Le Temps, 6 juillet 1934, nécrologie
- Qui êtes-vous ?, Ehret/G. Ruffy, 1924
- Collectif, Dictionnaire des parlementaires de Haute-Normandie sous la Troisième République, 1871-1940, Publications de l'Université de Rouen, 2000, p. 198-199
- « Obsèques de M. Henry Le Mire député de l'Eure », Journal de Rouen,‎ 10 juillet 1934, p. 3 (lire en ligne).